# Moad Nabil
Moad Nabil –en árabe, معاذ نبيل– (nacido el 21 de octubre de 1997) es un deportista egipcio que compite en taekwondo. Ganó una medalla en los Juegos Panafricanos de 2015 y dos medallas en el Campeonato Africano de Taekwondo en los años 2016 y 2018.

## Palmarés internacional
| Juegos Panafricanos | Juegos Panafricanos               | Juegos Panafricanos | Juegos Panafricanos |
| Año                 | Lugar                             | Medalla             | Categoría           |
| ------------------- | --------------------------------- | ------------------- | ------------------- |
| 2015                | Brazzaville (República del Congo) | Medalla de oro      | –54 kg              |
| Campeonato Africano |                                   |                     |                     |
| Año                 | Lugar                             | Medalla             | Categoría           |
| 2016                | Puerto Saíd (Egipto)              | Medalla de oro      | –54 kg              |
| 2018                | Agadir (Marruecos)                | Medalla de bronce   | –54 kg              |